# Hydrophoria maculipennis
Hydrophoria maculipennis är en tvåvingeart som beskrevs av Stein 1907. Hydrophoria maculipennis ingår i släktet Hydrophoria och familjen blomsterflugor. Inga underarter finns listade i Catalogue of Life.